# Kamiah
Kamiah [ˈkæmi.aɪ] är en ort i Idaho County, och Lewis County, i Idaho. Vid 2010 års folkräkning hade Kamiah 1 295 invånare.